# NGC 2264
NGC 2264 é um aglomerado aberto com nebulosa na direção da constelação de Monoceros. O objeto foi descoberto pelo astrônomo William Herschel em 1784, usando um telescópio refletor com abertura de 18,6 polegadas. Devido a sua moderada magnitude aparente (+4,1), é visível mesmo a olho nu, embora nas regiões distantes de cidades.